# Wyspa (film 1973)
Wyspa (ros. Остров) – radziecki krótkometrażowy film animowany z 1973 roku w reżyserii Fiodora Chitruka. Nagrodzony na festiwalach filmowych.

## Fabuła
Bohaterem animacji jest człowiek zamieszkujący małą bezludną wyspę, który wciąż szuka pomocy wśród płynących wokół wyspy statków i postaci. Jak się okazuje, znalezienie pomocy nie jest zbyt proste.

## Nagrody
- 1974: IX Międzynarodowy Festiwal Filmów Krótkometrażowych w Krakowie – nagroda specjalna w konkursie międzynarodowym: Grand Prix Złoty Smok Wawelski oraz Dyplom CIDALC[2]
- 1974: XXVII Festiwal Filmowy w Cannes – Grand Prix Złota Palma w kategorii filmów krótkometrażowych
- 1974: VII Wszechzwiązkowy Festiwal Filmowy w Baku – druga nagroda w sekcji filmów animowanych